# Legendarios: fabricados para emocionar
Legendarios es un documental realizado por la consultora Comunicar es Ganar, sobre la proyección del deporte, la imagen y los hitos del deporte español emitido en la cadena pública de Televisión Española. Ha sido comparado en ocasiones con la estética y contenidos de Informe Robinson, aunque el formato de este documental no es tan episódico. El documental, de 14 minutos de duración, se enmarca dentro del plan de acciones de comunicación que el Ayuntamiento de Bilbao plantea en 2012 como consecuencia de su galardón Ciudad Europea del Deporte. El documental se presentó en tres ciudades del mundo, el 17 de mayo de 2012 en la Alhóndiga de Bilbao, el 6 de septiembre de 2012 en la Embajada de España en Washington y el 21 de noviembre de 2012 en la Universidad Estatal Pedagógica de Moscú (enlace roto disponible en Internet Archive; véase el historial, la primera versión y la última)..
Legendarios se divide en varios momentos o estadios del deporte (la derrota, la victoria, la presión, las lesiones, etc.) con los que se describen aspectos que tienen que ver con la emoción de vivir y competir en unos Juegos Olímpicos, un Mundial, o un Campeonato; la confianza del deportista para afrontar metas; la capacidad de trabajar en equipo; los valores, la emoción por competir. A través de estos momentos, «las leyendas del deporte español cuentan sus claves, sus experiencias personales, para superar las derrotas de la vida», etc. Así, se narra en el documental, por ejemplo, qué siente Manuel Estiarte cuando piensa en los Juegos Olímpicos; o cuáles son los miedos o dudas de Niurka Montalvo antes de un salto; o por qué para Talant Dujshebaev un vestuario dividido es sinónimo de derrota; qué claves son más importantes que los récords, según Pepu Hernández; qué técnicas utiliza Conchita Martínez para concentrarse en cada punto y no perder el control; por qué a determinada edad la cabeza, según Federico Martín Bahamontes, va más rápida que las piernas; o qué mensaje se puede dar antes del partido más importante que un futbolista puede jugar en la Selección, según Vicente del Bosque.
El documental plantea una doble reflexión de fondo. Por un lado, que en el deporte español la importancia del esfuerzo, la superación y la buena comunicación actúan como resortes motivadores. Y en segundo lugar, que el deporte de élite español puede servir como vehículo canalizador no solo de emociones, sino también de proyección de la Marca España-